# Andrezieux Challenger 2003
L'Andrezieux Challenger 2003 è stato un torneo di tennis facente parte della categoria ATP Challenger Series nell'ambito dell'ATP Challenger Series 2003. Il torneo si è giocato a Andrézieux in Francia dal 17 al 23 febbraio 2003 su campi in cemento indoor.

## Vincitori

### Singolare
Thierry Ascione ha battuto in finale  Karol Beck con il punteggio di 6–4, 6–2

### Doppio
David Škoch /  Lovro Zovko hanno battuto in finale  Stephen Huss /  Jeff Tarango con il punteggio di 7–6(4), 0–6, 6–3